# Asiaten

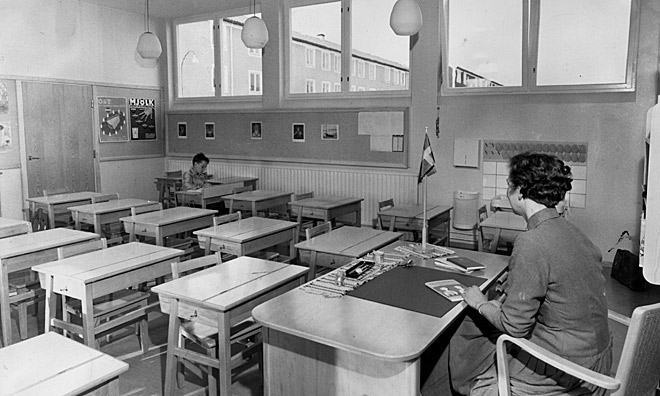
1957. Asiaten härjar i Vivalliusskolan i Örebro och lärarinnan Barbro Ogenvall är ensam i klassrummet med den ende friska eleven i klassen, Kjell Hagberg.

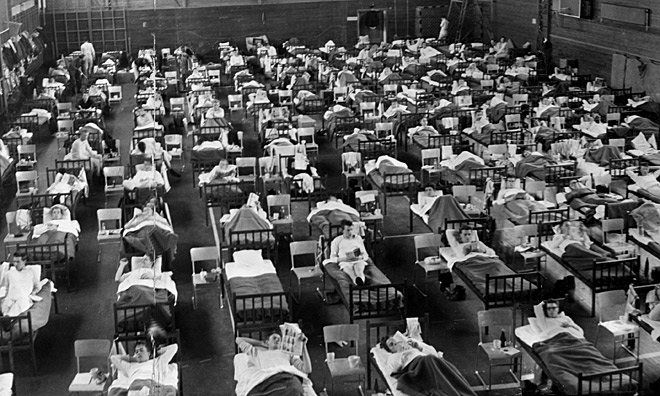
168 asiatensjuka värnpliktiga i en gymnastiksal på F 21 i Luleå 1957.

Asiaten är det vardagliga namnet på en influensa som upptäcktes tidigt 1956 i Kina och fick stor utbredning över hela världen fram till 1958. Den räknas jämte Spanska sjukan och Hongkonginfluensan som en av de tre pandemierna under 1900-talet. Sjukdomen orsakades av influensa A-virus av undertypen H2N2, samma influensavariant som tidigare orsakat den ryska snuvan.

## Spridning
Viruset identifierades först i Guizhou i Kina tidigt under 1956. Kina var inte medlem i Världshälsoorganisationen vid denna tid (inte förrän 1981) och informerade inte andra länder om utbrottet. Sjukdomen kom att spridas som en pandemi och nådde Singapore i februari 1957, Hongkong i april, och rapporterades då av den amerikanska folkhälsomyndigheten Centers for Disease Control and Prevention. Den nådde USA i juni. Uppskattningen av det totala antalet dödsfall varierar stort mellan olika källor, där amerikanska myndigheter anger dödstal i storleksordningen 1,1 miljoner, brittiska myndigheter omkring 2 miljoner och Världshälsoorganisationen mellan 1 och 4 miljoner döda. Antalet dödsfall i USA har uppskattats till omkring 69 800.

### I Sverige
Till Sverige kom influensan under hösten och hade sin kulmen i oktober 1957, med totalt cirka 312 000 rapporterat smittade (men baserat på sjukkassestatistik fanns en översjuklighet på ungefär 15 % av befolkningen, 1 116 000 fall). I samband med att smittan spreds som värst valde man att stänga ned skolorna i landet under några dagar samtidigt som repövningar och permissioner ställdes in. Sjukhusen blev i många fall överbelagda samtidigt som personalen på vissa håll, bland annat på Karolinska universitetssjukhuset, insjuknade så att det blev svårare att bemanna avdelningarna. Medicinalstyrelsen publicerade återkommande "Råd till allmänheten i influensatider" i dagspress i ett försök att begränsa spridningen. Även genom information i radio och TV gick informationen ut om hur influensa smittade till allmänheten. Samtidigt var antalet rökare i Sverige vid den här tiden högt vilket sannolikt förvärrade situationen. Bland vuxna rökte ungefär hälften av männen och 10 procent av kvinnorna.
Dödligheten var trots allt förhållandevis låg, mellan 2 och 2,5 promille i Norden, vilket ger en total dödssiffra på knappt 3 000 personer i Sverige. Den vanligaste dödsorsaken var lunginflammation efter sekundärinfektion med bakterier. Det vaccin som hade framställts nådde bara fram till vissa utvalda grupper på grund av bristande tillgång. De som ändå kom att vaccineras inkluderade delar av sjukvårdspersonalen, personer som var innehavare av viktiga befattningar och vissa värnpliktiga som valts ut för att studera vaccinets effektivitet.